# Berdyuzhsky (huyện)
Huyện Berdyuzhsky (tiếng Nga: ? райо́н) là một huyện hành chính tự quản (raion), của Tỉnh Tyumen, Nga. Huyện có diện tích 2842 kilômét vuông. Trung tâm của huyện đóng ở Berdyuzh'ye.